# Вошче
Вошче (словен. Vošče) је насељено место у општини Радовљица, Горењска регија, Словенија.

## Историја
До територијалне реорганизације у Словенији било је у саставу старе општине Радовљица.

## Становништво
У попису становништва из 2011. године, Вошче је имало 56 становника.
| Број становника према пописима | Број становника према пописима | Број становника према пописима |
| ------------------------------ | ------------------------------ | ------------------------------ |
| 1991                           | 2002                           | 2011                           |
| 51                             | 43                             | 56                             |